# فولكس فاجن كادي
فولكس فاجن كادي (بالألمانية: VW Caddy) هي سيارة ومركبة متعددة الاستخدامات طورتها الشركة الألمانية فولكس فاجن. قُدِّمت كادي إلى الأسواق الدولية عام 1980، وإلى أوروبا منذ عام 1982. وعقب ذلك، تبعت عدة أجيال بعضها البعض في شكل شاحنات صغيرة أو مركبات خفيفة أو حتى سيارات متعددة الأغراض مشتقة من مركبات مختلفة من مجموعة فولكس فاجن.